# Maria Cosway
Maria Cosway   (Florència, 11 de juny de 1760 - Lodi, 5 de gener de 1838), nascuda com Maria Luisa Caterina Cecilia Hadfield, va ser una artista italoanglesa i teòrica de l'educació. Va treballar a Anglaterra, França, i més tard a Itàlia, cultivant un gran cercle d'amics i clients.
Va exposar la seva obra a la Royal Academy of Arts, i va encarregar el primer retrat de Napoleó a Anglaterra. Les seves pintures i gravats es troben repartides al Museu Britànic, la Biblioteca Britànica, i la Biblioteca Pública de Nova York. El seu treball va ser inclòs en exposicions de Londres a la Galeria Nacional de Retrats entre 1995 i 1996 i la Tate Britain el 2006.
Cosway era una compositora consumada, música i amfitriona de la societat al costat del seu marit, el també pintor Richard Cosway. Va tenir una breu relació romàntica amb l'estatista estatunidenc i vidu Thomas Jefferson el 1786, mentre servia a París com a enviat diplomàtic a França; la parella va mantenir correspondència fins a la mort de l'expresident el 1826.
Cosway va fundar una escola de senyoretes a París, que va dirigir des de 1803 fins a 1809. Poc després del seu tancament, va fundar un convent catòlic i una escola per a nenes a Lodi, al nord d'Itàlia, que va dirigir fins a la seva mort.

## Infància en Italia
Va néixer el 1760 a Florència, Itàlia. Va ser filla de Charles Hadfield, que es diu que era oriünd de Shrewsbury, Anglaterra, i una mare italiana. El seu pare era un exitós hostaler a Liorna, on s'havia fet molt ric.
Els Hadfield regentaven tres posades a la Toscana, molt freqüentades pels aristòcrates britànics que realitzaven el Grand Tour. Dels vuit fills de la parella, Maria va demostrar talent artístic a primerenca edat durant la seva educació en un convent catòlic. Va ser una catòlica devota tota la vida.
Quatre dels fills del matrimoni Hadfield van ser assassinats per una mainadera mentalment malalta, que va ser capturada després de comentar que mataria Maria. La cuidadora va afirmar que les seves joves víctimes serien enviades al Cel després que ella els matés. La infanticida va ser sentenciada a cadena perpètua. Maria, els seus germans Richard i George, i Charlotte, la germana menor, van ser els supervivents.
A la mort del seu pare, Maria va expressar un fort desig de prendre els hàbits. Tres anys més tard, ella i la seva mare van viatjar a Anglaterra, i es van establir a Londres el 1779.
El germà de Maria, George Hadfield, es va graduar com a arquitecte i va dissenyar Arlington House a Virgínia. Més tard seria propietat del general confederat Robert E. Lee.

## Carrera primerenca
Mentre encara era a Florència, Maria Hadfield va estudiar art sota la tutela de Violante Cerroti i Johann Zoffany. De 1773 a 1778, va copiar els grans mestres a la Galeria dels Uffizi. Pel seu treball, va ser triada per a l'Acadèmia del Disegno a Florència el 1778. També va viatjar a Roma, on va estudiar art al costat de Pompeo Batoni. Va estudiar amb Anton Raphael Mengs, Henry Fuseli, i Joseph Wright de Derby.
Dues dones artistes, Angelica Kauffmann i Mary Moser, es trobaven entre els membres originals de la Royal Academy of Arts de Londres, el 1768. Kauffmann va ajudar a Maria Hadfield a participar en exhibicions acadèmiques. El 1781 va exposar per primera vegada, mostrant les següents tres obres: Rinaldo, Creusa appearing to Aeneas (Creüsa apareixent a Enees) (gravat en mezzotinta per V. Green), i Like patience on monument smiling at grief (Com la paciència en un monument somrient al dolor). Hadfield va passar a tenir èxit com a pintora d'escenes mitològiques.

## Matrimoni i èxit social
El 18 de gener de 1781, Maria Hadfield es va casar amb un altre artista, el pintor de retrats en miniatura Richard Cosway, en allò que es creu que va ser un matrimoni de conveniència. Ell era 20 anys més gran que ella, conegut com un llibertí, i li va ser repetidament infidel. Richard va ser «comunament descrit com a semblant a un mico».
Les seves maneres italianes eren tan estranyes que el seu marit va mantenir Maria aïllada fins que dominés per complet l'idioma anglès. Cosway també li va prohibir a la seva dona pintar, possiblement per temor a les tafaneries que envoltaven les dones pintores. El seu autoretrat amb els braços plegats és vist com una resposta a la seva limitació professional, els seus braços plegats actuant com a signe de la seva incapacitat per a la pràctica.
Però, amb el temps, es va adonar del talent de Maria i el va ajudar a desenvolupar-lo. Més de 30 de les seves obres van ser exhibides a la Reial Acadèmia d'Art de 1781, fins a 1801. Aviat va millorar la seva reputació com a artista, sobretot quan el seu retrat de la Duquessa de Devonshire, en el personatge de Cynthia de La Reina de les Fades es va exhibir. Entre les seves amistats hi havia Lady Lyttelton; Anne Seymour Darner, comtessa d'Aylesbury; Cecilia Johnston, esposa del General James Johnston; i la Marquesa de Townshend.

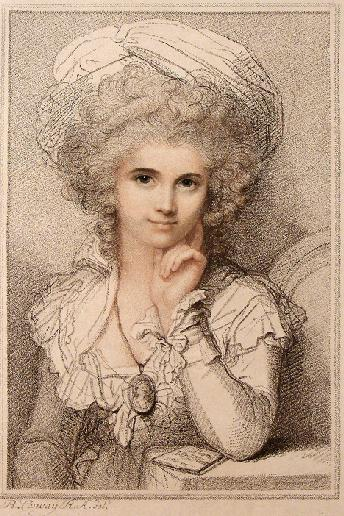
Maria Cosway, dibuixada pel seu marit, Richard Cosway
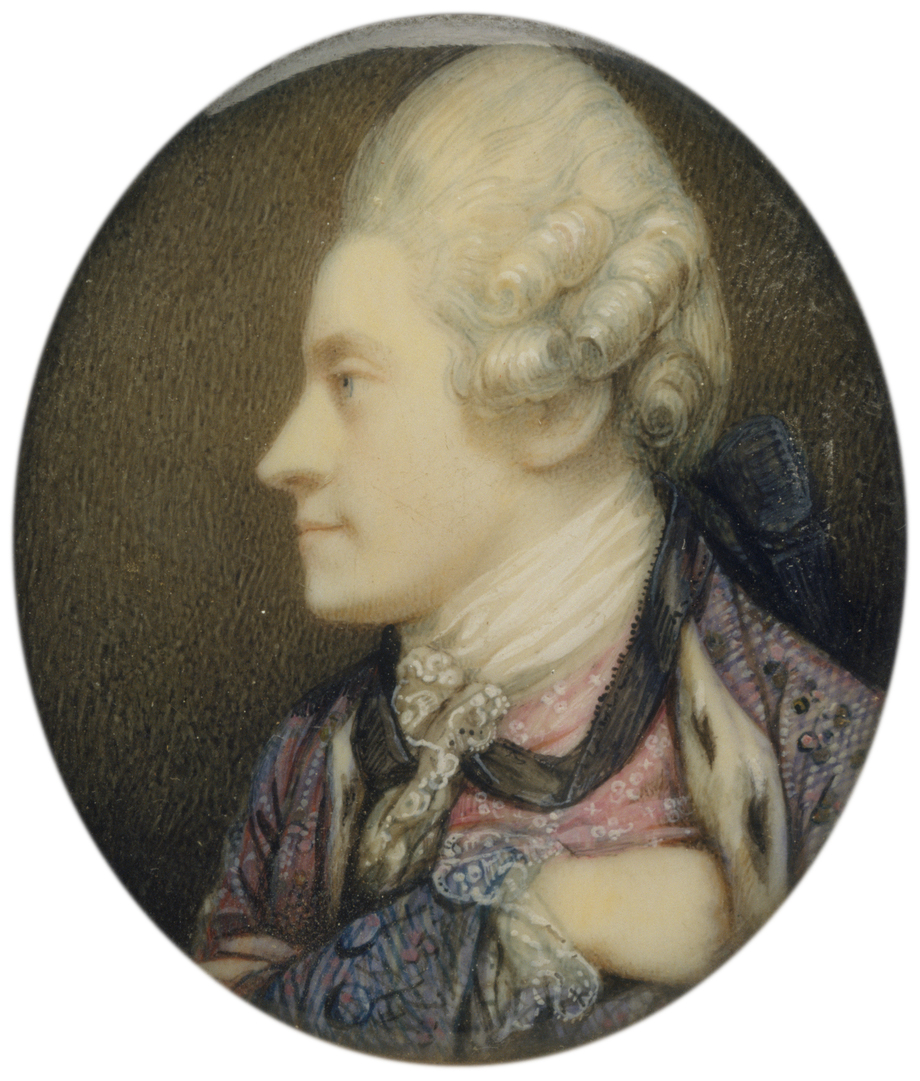
Autorretrat en miniatura de Richard Cosway, c. 1770

El 1784, el matrimoni es va traslladar a Schomberg House, a Pall Mall, i van establir un saló de moda per a l'alta societat londinenca. Richard va ser el pintor principal del Príncep de Gal·les, i Maria va servir com a amfitriona per a artistes, membres de la reialesa, incloent el Príncep, i polítics, com Horace Walpole, Gouverneur Morris i James Boswell. Maria parlava diversos idiomes, i a causa dels seus viatges per Itàlia i França van guanyar un cercle internacional d'amics. Aquests inclouen Angelica Schuyler Church i l'artista John Trumbull. Maria Cosway va organitzar concerts i recitals per als seus convidats, fent-se coneguda com «La Deessa de Pall-Mall».
Richard i Maria van tenir una filla, Luisa Paulina Angelica, però la parella finalment es va separar. Maria viatjava sovint pel continent, en una ocasió acompanyada per Luigi Marchesi, un famós castrat italià (Richard Cosway havia pintat el seu retrat, en què després va ser gravat per Luigi Schiavonetti). Alhora, Richard mantenia obertament una relació amb Mary Moser, amb qui va viatjar durant sis mesos. Als seus quaderns va fer «comparacions odioses entre ella i la Sra. Cosway», la qual cosa implica que ella era molt més receptiva sexualment que la seva esposa.
Durant la seva estada a Lió (França), Maria Cosway, va fer un pelegrinatge al santuari de la Verge Maria a Loreto. Aquest va ser per complir una promesa que havia fet després de donar a llum un fill viu. Mentre estava de viatge pel continent, la seva jove filla Louisa va morir.

## Obres durant la França de Napoleó

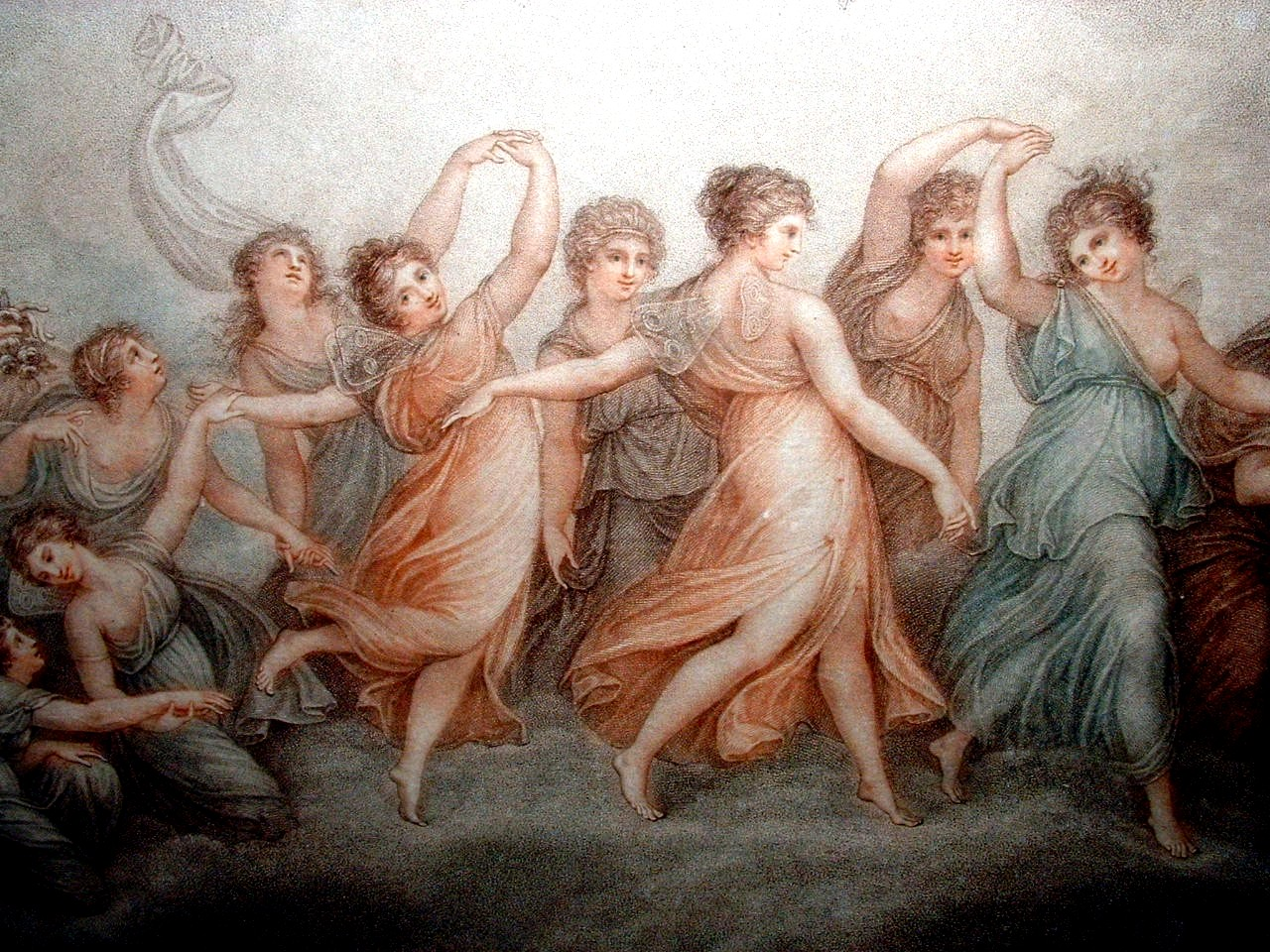
Gravat per Francesco Bartolozzi de la pintura de Maria Cosway The Hours, descrit per Jacques-Louis David com a «enginyosa»

Al llarg d'aquest període Cosway va cultivar contactes internacionals al món de l'art. Quan va enviar un gravat de la seva pintura al·legòrica de The Hours al pintor francès Jacques-Louis David, ell va respondre: «On ne peut pas faire une poèsie més ingénieuse et plus naturelle» (No podem fer una poesia més enginyosa i més natural). Cosway es va fer molt famosa a tot França i va tenir clients de tot el continent.
Cosway també va mostrar interès en la política francesa. El 1797, després de viure a Oxford Street (Londres), va encarregar a l'artista Francesco del Cossa que creés el primer retrat de Napoleó vist a Anglaterra. Cosway podia haver estat la primera persona a Gran Bretanya a veure el rostre de Napoleó. La seva comissió del retrat es diria més tard «l'evidència més antiga registrada de l'admiració britànica per Napoleó». Més tard, adquirida per Sir John Soane, la pintura es mostra a la Sala d'Esmorzars del Museu Soane.
Mentre vivia a París, entre 1801 i 1803, Cosway va copiar les pintures dels Antics Mestres del Louvre per a la seva publicació com a gravats a Anglaterra. Amb la mort de la seva filla mentre ella era a França, no va acabar el projecte.
Maria Cosway va conèixer Napoleó mentre copiava Napoleó travessant els Alps del seu amic Jacques-Louis David. Es va fer molt amiga de l'oncle de Napoleó, el cardenal Joseph Fesch. Durant la Pau d'Amiens, va donar als visitants britànics tours de la col·lecció d'art del cardenal. Un historiador va assenyalar que la seva admiració per Napoleó podia haver-se inspirat en el seu llavors amant, Pasquale Paoli, un general cors exiliat a Londres, que havia estat associat de Bonaparte.

## Relació amb Thomas Jefferson

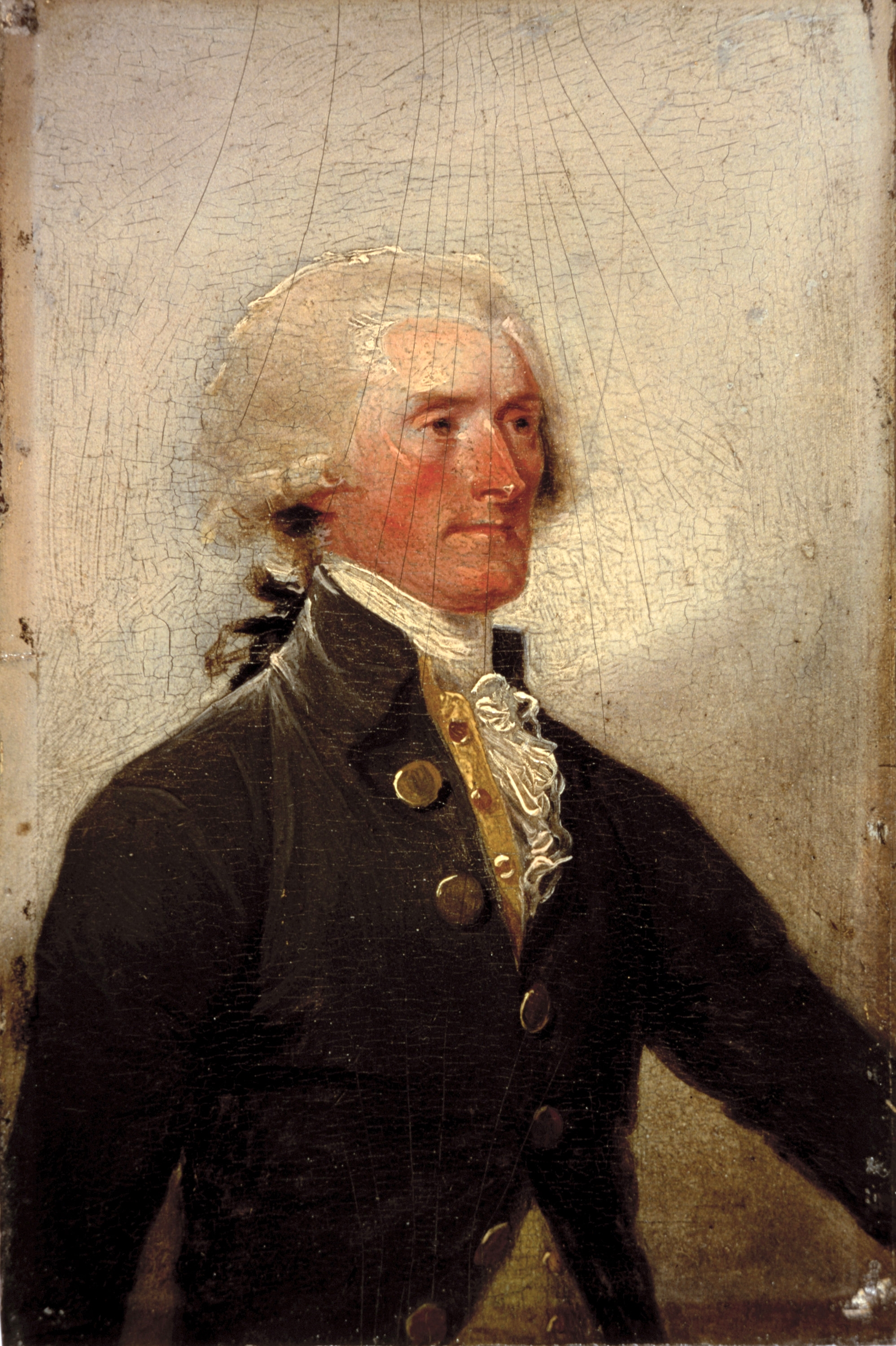
Thomas Jefferson en 1788 per John Trumbull. Íntims amics, Maria i ell van compartir correspondència per la resta de les seves vides després de conèixer-se a París

Al Mercat de Cereals (Halles aux Bleds), a París, a l'agost de 1786, John Trumbull va presentar als Cosway a Thomas Jefferson, qui amb 43 anys s'exercia com a Ministre estatunidenc a França. Maria tenia 27 anys. Jefferson es va excusar llavors al seu acompanyant dient que necessitava atendre assumptes oficials, però en comptes d'això va passar la nit amb Maria al Palais Royal.
Cosway i Jefferson compartien un interès per l'art i l'arquitectura; junts van assistir a exposicions per tota la ciutat i el camp. Escriuria de les seves aventures:
| « | How beautiful was every object! the Pont du Neuilly, the hills along the Seine, the rainbows of the Machine of Marly, the terraces of Saint Germain, the chateaux, the gardens, the statues of Marly, the Pavilion of Louveciennes ... In the evening, when one took a retrospect of the day, what a mass of happiness had we travelled over! | Que bonic era cada objecte! El Pont de Neuilly, els turons al llarg del Sena, els arcs de la Màquina de Marly, les terrasses de Saint Germain, els castells, els jardins, les estàtues de Marly, el pavelló de Louveciennes... A la nit, quan es va fer una retrospectiva del dia, quina massa de felicitat havíem viatjat! | » |

En el transcurs de sis setmanes, Jefferson va desenvolupar un vincle romàntic amb Cosway, passant cada dia amb ella.

Davant la insistència del seu marit, els Cosway se'n van anar a Londres. Jefferson li va escriure una carta d'amor de 4.000 paraules titulada The Dialogue of the Head vs. the Heart (El diàleg del cap davant del cor) datada del 12 al 13 d'octubre de 1786. Descriu el cap conversant amb la seva cor, una lluita entre allò pràctic i allò romàntic.
| «                                                                       | I feel more fit for death than life. But when I look back on the pleasures of which it is a consequence, I am conscious they were worth the price I am paying. Em sento més apte per a la mort que per a la vida. Però quan miro enrere els plaers dels quals és conseqüència, sóc conscient que van valer la pena el preu que estic pagant. | » |
| — Thomas Jefferson a Maria Cosway, A Dialogue of the Head vs. the Heart | |   |

Els especialistes suggereixen que Jefferson va ser particularment parcial a un aferrament romàntic en aquest moment de la seva vida. La seva esposa havia mort quatre anys abans; acabava de saber la mort de la seva filla petita, Lucy; i les altres dues filles eren a l'escola. Almenys un escrit sostenia que Cosway va començar a desenvolupar sentiments més forts cap a Jefferson, però quan ella va viatjar a París per trobar-se amb ell novament, ho va trobar més distant.
Una catòlica devota que no volia tenir fills, li preocupava l'embaràs. Alguns historiadors creuen que res no es va desenvolupar més enllà de la correspondència. Atès que Jefferson va ser molt discret, ningú no sap amb certesa l'abast de la seva relació. Jefferson finalment va deixar d'escriure-li fins a algun temps després, quan va tornar a contactar amb ella; la seva renovada correspondència va continuar fins a la seva mort. Historiadors com Andrew Burstein han suggerit que la relació era romàntica, sobretot a la banda de Jefferson, i que Cosway era el seu oposat, més artística que racional. La seva correspondència sobreviu. Abans que Jefferson marxés de París, li va escriure: «I am going to America and you are going to Italy. One of us is going the wrong way, for the way will ever be wrong that leads us further apart» (Aniré als Estats Units i tu a Itàlia. Un de nosaltres va pel camí equivocat, perquè el camí sempre serà incorrecte i ens separarà encara més).
Cosway va presentar Jefferson a la seva amiga Angelica Schuyler Church, cunyada del seu rival Alexander Hamilton. Posteriorment, Church va mantenir correspondència amb Jefferson i Cosway; la seva correspondència amb ells es custòdia a l'arxiu de la Universitat de Virgínia.
Tots dos tenien retrats de l'altre. Jefferson va guardar un gravat de Luigi Schiavonetti a partir d'un dibuix de l'espòs de Maria. Maria li va encarregar a John Trumbull que pintés un retrat de Jefferson; la pintura va ser més tard propietat del govern italià. Posteriorment, el retrat va ser exhibit com a part d'una exposició de l'Institut Smithsonià. Després que va acabar, i en celebració del Bicentenari dels Estats Units, Itàlia va atorgar la pintura a la Casa Blanca, on ara penja.

## Vida posterior
Cosway finalment va tornar al continent, va viatjar amb el seu germà George Hadfield per Itàlia, on va viure al nord durant tres anys i després va tornar a Anglaterra després de la mort de la seva filla a l'edat de 10 anys, concentrant-se a la pintura, completant diverses quadres religiosos per a capelles.
Tot i la guerra de Napoleó amb Anglaterra, va viatjar a França. A París, el cardenal Joseph Fesch la va persuadir perquè establís un col·legi per a senyoretes, que va administrar des de 1803 fins a 1809. El duc de Lodi la va convidar a Itàlia per establir un convent i una escola catòlica per a nenes a Lodi (prop de Milà). Va dirigir el Col·legi delle Grazie al nord d'Itàlia fins a la seva mort el 1838.
El 1821, Cosway va tornar breument a Anglaterra per tenir cura del seu marit abans de la seva mort. Amb l'ajuda del seu amic Sir John Soane, va subhastar la gran col·lecció d'art de Richard i va fer servir els fons per recolzar l'escola del convent.
En una carta a Jefferson (en poder de la Universitat de Virgínia), Cosway va lamentar la pèrdua de vells amics mutus després de la mort d'Angélica Schuyler Church. Com un homenatge a Church, Cosway va dissenyar la pintura del sostre d'un temple que representa les Tres Gràcies que envolta el nom de la seva amiga. Al juny de 1826, li va escriure al gravador italià Giovanni Paolo Lasinio respecte a la publicació dels dibuixos del seu marit a Florència.
Cosway va morir el 1838 a la seva escola de Lodi. Entre els seus llegats un va ser de Charlotte Jones, qui havia estat una antiga alumna del seu marit però que tenia una visió deficient al final de la seva vida.

## Col·leccions
Els gravats de Cosway dels Antics Mestres del Louvre es troben a la col·lecció del Museu Britànic. Dues de les seves pintures que es relacionen amb un poema de Mary Robinson van ser adquirides per la Biblioteca Pública de Nova York. Van ser incloses a l'exposició Gothic Nightmares: Fuseli, Blake and the Romantic Imagination al museu Tate Britain de Londres el 2006.
Del 1995 al 1996, la National Portrait Gallery de Londres va organitzar una exposició titulada Richard and Maria Cosway: Regency Artists of Taste and Fashion, que mostra 250 de les seves obres.

## Obres i reproduccions
Las principales obras de Cosway expuestas en la Royal Academy y posteriormente grabadas (el nombre del grabador se muestra entre paréntesis) son:
- Clytie (V. Green)
- The Descent from the Cross (V. Green)
- Astrea instructing Arthegal (V. Green)
- The Judgment on Korah, Dathan, and Abiram (S. W. Reynolds)
- A Persian (Emma Smith)
- H.R.H. the Princess of Wales and the Princess Charlotte (S. W. Reynolds)
- The Hours (Francesco Bartolozzi)
- Lodona (Francesco Bartolozzi)
- The Guardian Angel (S. Phillips)
- Going to the Temple (Peltro William Tomkins)
- The Birth of the Thames (Tomkins)
- Creusa appearing to Aeneas (V. Green)
- The Preservation of Shadrach, Meshac, and Abednego (W. S. Reynolds)
- Louis VII, King of France, before Becket's Tomb (W. Sharp)

Cosway va dibuixar The Progress of Female Dissipation i The Progress of Female Virtue, publicats el 1800.
També va publicar una sèrie de 12 dissenys, titulats The Winter's Day contribued to Boydell's Shakespeare Gallery i Macklin's Poets. Va gravar totes les làmines en un gran foli titulat Gallery of the Louvre, represented by etchings executed solely by Mrs. Maria Cosway, with an Historical and Critical Description of all the Pictures which compose the Superb Collection, and a Biographical Sketch of the Life of each Painter, by J. Griffiths, &c. &c., (1802).
Les seves nombroses altres làmines, algunes fetes amb aiguafort, estan en poder de la British Library.

## En el cinema
- Jefferson a París de James Ivory, pel·lícula de 1995 en què María Cosway és interpretada per Greta Scacchi.